# .io
.io is het topleveldomein van domeinen van websites uit eilanden die behoren tot het Brits Indische Oceaanterritorium.
.io is geschikt voor het gebruik van Unicode-domeinnamen volgens de ISO 10646-standaard.
.io is een populair domein voor ICT-bedrijven en eenvoudige multiplayerspellen.